# Rinosinusitis
La rinosinusitis o sinusitis es una respuesta inflamatoria de la mucosa de la nariz y de los senos paranasales que puede deberse a una infección por agentes bacterianos, virales, hongos, un cuadro alérgico o a una combinación de estos factores. El término rinosinusitis define de mejor forma esta enfermedad, puesto que casi siempre se acompaña de inflamación de la mucosa nasal o está precedida de ella.
Se caracteriza por rinorrea (secreción por la nariz), obstrucción nasal y dolor facial; puede haber hiposmia o anosmia, tos, fiebre, fatiga, dolor dentario, halitosis y malestar ótico.
De acuerdo con la duración de la enfermedad puede ser calificada como aguda si dura menos de cuatro semanas, subaguda si su duración es de cuatro a doce semanas y una forma crónica con más de doce semanas de enfermedad.
La sinusitis es una infección en general autolimitada en un 40-50 % de los pacientes, de manera que los antibióticos no deben utilizarse como tratamiento de primera línea. Existen pocas pruebas que demuestren la efectividad del uso de adyuvantes como corticosteroides nasales y, menos aún, de los descongestionantes sistémicos. Los pacientes con sinusitis crónica o recurrente requieren remisión a una consulta de otorrinolaringología para considerar una cirugía endoscópica funcional de los senos paranasales.

## Causas
La rinosinusitis viral normalmente dura 7 a 10 días, mientras que la sinusitis bacteriana es más persistente. Entre aproximadamente 0,5 % y 2 % de las sinusitis virales progresan a sinusitis bacteriana. Una hipótesis postula que la infección bacteriana comienza al sonarse continuamente la nariz.
Si la infección es de origen bacteriano, los tres agentes causales más comunes son el Streptococcus pneumoniae, Haemophilus influenzae y Moraxella catarrhalis. En el pasado, el Haemophilus influenzae era el agente bacteriano más frecuente causante de infecciones de los senos paranasales. Sin embargo, desde la introducción de la vacuna contra Hib ha habido una disminución drástica en infecciones causadas por H. influenza tipo B y ahora son más frecuentes las cepas no-tipables de la bacteria. Otras bacterias patógenas incluyen el Staphylococcus aureus y otras especies de estreptococos, bacterias anaerobias y, con menos frecuencia, bacterias gram negativas.
Los episodios agudos de sinusitis también pueden ser resultado de infecciones por hongos. Éstas son más frecuentes en pacientes con diabetes u otras deficiencias inmunitarias, como los pacientes con sida o que estén recibiendo fármacos antirrechazo de trasplantes y puede ser potencialmente mortal. En la diabetes mellitus tipo I, la cetoacidosis conlleva a una sinusitis por mucormicosis.
La irritación química o el humo de cigarrillos también pueden causar sinusitis. En ocasiones, especialmente entre la segunda y tercera década de la vida, puede ser causada por una infección dental.
Las causas de la rinosinusitis crónica, aún desconocidas, pueden incluir alergias, factores ambientales tales como el polvo o la contaminación e infección bacteriana u hongos (alérgica, infecciosa o reactivos). Los factores no alérgicos, como la rinitis vasomotora, también pueden causar sinusitis crónica. Los senos paranasales anormalmente estrechos pueden impedir el drenaje de las cavidades de seno, por lo que también podrían ser un factor desencadenante, así como la fibrosis quística.
En la sinusitis crónica se observa una combinación de bacterias anaerobias y aeróbicas, incluyendo Staphylococcus aureus y Staphylococci coagulasa negativo. Normalmente los antibióticos ofrecen solo un beneficio temporal, aunque se han propuesto mecanismos en los que se incluyen una hiperreactividad a las bacterias en la sinusitis con pólipos.
Un desarrollo más reciente (aún debatido) en la etiología de la sinusitis crónica es el papel que pueden desempeñar los hongos. Estos pueden encontrarse en las fosas nasales y los senos de la mayoría de los pacientes con sinusitis, pero también en personas sanas. No queda claro si el hongo es un factor definitivo en el desarrollo de la sinusitis crónica y, si lo fuere, cuál podría ser la diferencia entre quienes desarrollan la enfermedad y quienes no lo hacen. Las investigaciones con tratamientos antimicóticos han producido resultados variables.

## Patogenia
La fisiopatología de la afección viene determinada por una oclusión de los orificios por donde habitualmente drenan los senos paranasales, lo cual hace que se acumulen secreciones en su interior que actúan como caldo de cultivo para los patógenos antes mencionados.
La sinusitis bacteriana aguda generalmente ocurre después de una infección de las vías respiratorias altas que resulta en la obstrucción de la cavidad sinusal, depuración mucociliar deficiente y la sobreproducción de secreciones.

## Cuadro clínico

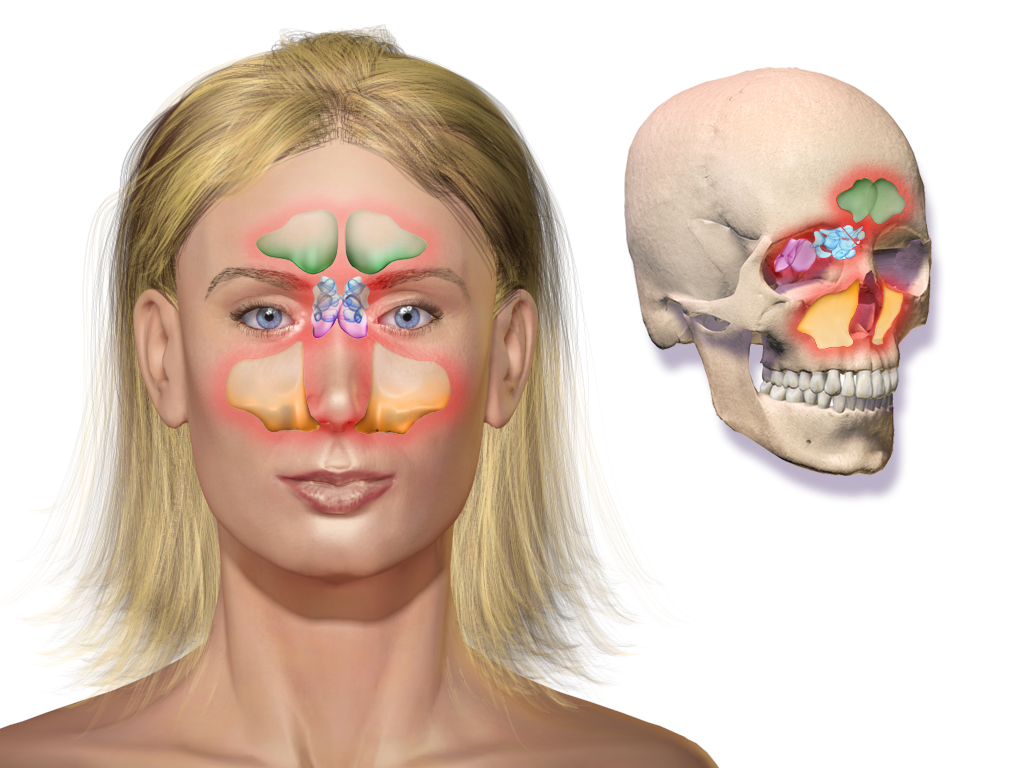
Ilustración que muestra los senos paranasales.

Caracterizada por dolor en la zona del seno inflamado, pudiendo o no aparecer fiebre, obstrucción nasal, rinorrea (en ocasiones purulenta), secreción retronasal, dolor en las muelas por infección en las encías, cefalea grave que comúnmente se proyecta a los senos paranasales que pueden tener crisis de 1 a 5 horas; sobre todo secundario a episodios de tos. En cualquier caso se requiere la consulta al médico, ya que es una enfermedad generalmente benigna, pero pueden aparecer complicaciones graves si no es tratada oportunamente. Puede evolucionar en un asma o rinitis con su progresivo avance, y puede presentar un cuadro de molestias musculares, dando la sensación de tener esa zona debilitada.
La sinusitis crónica está frecuentemente acompañada por un olor fétido. Esto es más notorio en los casos de sinusitis maxilar crónica de origen dental, donde el mal olor constituye un criterio diagnóstico importante.

## Clasificación
La sinusitis se clasifica en:

### Rinosinusitis aguda
La rinosinusitis aguda es aquella que no supera las cuatro semanas de evolución, generalmente ocurre secundaria a una infección del tracto respiratorio superior, usualmente de origen viral. Se presume una etiología bacteriana si dura más de 10 días o si se presenta en forma severa o con secreción purulenta por más de tres días.

### Rinosinusitis crónica
La rinosinusitis crónica es aquella que persiste por más de tres meses (doce semanas) y constituye un complejo espectro de enfermedades que tienen en común una inflamación persistente de los senos paranasales. Se divide en aquellos casos que cursan con pólipos nasales a veces denominada sinusitis crónica hiperplásica y los casos sin pólipos.
- Sin pólipos nasales.
- Con pólipos nasales.

## Diagnóstico

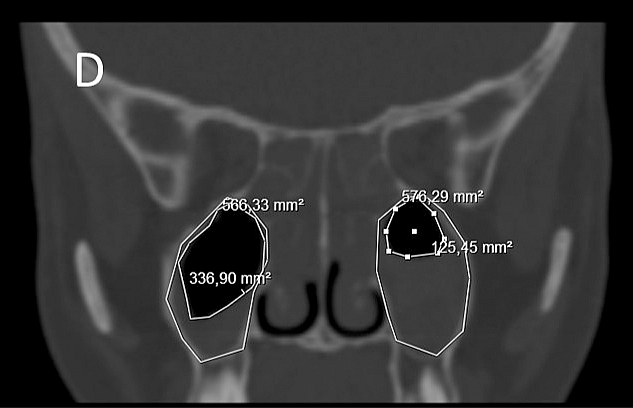
Sinusitis a la derecha. Volumen libre del seno maxilar reducido por ocupación (abajo en gris). Tomografía computarizada de haz cónico (CBCT).

En la gran mayoría de los casos de sinusitis aguda, el diagnóstico es exclusivamente clínico, y no hay necesidad de realizar exploraciones y pruebas complementarias. En casos con sospecha de complicaciones, que son excepcionales, se pueden realizar exámenes vídeo-endoscópicos, así como un TAC (tomografía axial computarizada) o una tomografía computarizada de haz cónico (CBCT: cone beam computed tomography). Es de destacar que la utilización de los rayos X convencionales para el diagnóstico de las sinusopatías, antiguamente práctica habitual, está actualmente desaconsejada, debido a la alta tasa de fallos que este tipo de examen presenta para los senos faciales. Los fallos de los rayos X convencionales para el diagnóstico de las sinusopatías abarcan tanto falsos negativos como falsos positivos. Por otra parte, en el caso de la sinusitis crónica, hay que tener en cuenta que las celdillas etmoidales representan un importante obstáculo anatómico que restringe en gran medida las posibilidades de los exámenes vídeo-endoscópicos en aquellos pacientes en los que estas no hayan sido retiradas por completo por procedimientos quirúrgicos, es decir, en la gran mayoría de la población. Son necesarios procedimientos como las tomografías computarizadas, que proporcionen imágenes de las zonas a las que no puedan acceder los endoscopios. Las tomografías computarizadas de haz cónico (CBCT) suelen ser empleadas principalmente en otorrinolaringología y en odontología y ofrecen tres ventajas importantes con respecto a las axiales (TAC): En primer lugar las imágenes resultantes pueden ser también tridimensionales en lugar de solamente bidimensionales; en segundo lugar requieren de una dosis de radiación mucho más baja; y en tercer lugar proporcionan una resolución de imagen más alta. Las tomografías computarizadas son en general de especial importancia en relación con los senos paranasales, dado que no son excepcionales los casos de sinusitis crónica que cursan sin hallazgos en exploraciones video-endoscópicas y sin un solo síntoma aparente que se asocie normalmente a una sinusitis, aparte de un decaimiento general. La ausencia de tales síntomas y de cualquier otro hallazgo puede a su vez inducir erróneamente a sospechar problemas mentales o emocionales: existen casos en los que sin la ayuda de un procedimiento comparable al de la tomografía computarizada resulta imposible detectar una sinusitis crónica. En resumen, la sinusitis, si es aguda, suele ser muy fácil de diagnosticar, gracias a sus síntomas; y por el contrario, si es crónica, puede ser extremadamente difícil de diagnosticar, si no es gracias a la tomografía computarizada.

## Tratamiento
El tratamiento sintomático es parte integral del abordaje de las sinusitis: las medidas generales como mantener una ingesta adecuada de alimentos y de líquidos, mantener la alimentación adecuada (si hay falta clínica de apetito, ofrecer los alimentos en pequeñas cantidades), las medidas preventivas incluyen tratamientos de alergias y evitar factores adversos, como: humo de tabaco, alérgicos, contaminación, trauma bárico y ansiedad.
El uso de antibióticos en la sinusitis aguda con el propósito de controlar el sobrecrecimiento bacteriano es práctica común, aunque aún sometido a controversia científica.